# Caba
Caba is een gemeente in de Filipijnse provincie La Union in het noordwesten van het eiland Luzon. Bij de laatste census in 2007 had de gemeente bijna 21 duizend inwoners.

## Geografie

### Bestuurlijke indeling
Caba is onderverdeeld in de volgende 17 barangays:
| - Bautista - Gana - Juan Cartas - Las-ud - Liquicia - Poblacion Norte - Poblacion Sur - San Carlos - San Cornelio | - San Fermin - San Gregorio - San Jose - Santiago Norte - Santiago Sur - Sobredillo - Urayong - Wenceslao |

## Demografie
Caba had bij de census van 2007 een inwoneraantal van 20.927 mensen. Dit zijn 1.362 mensen (7,0%) meer dan bij de vorige census van 2000. De gemiddelde jaarlijkse groei komt daarmee uit op 0,93%, hetgeen lager is dan het landelijk jaarlijks gemiddelde over deze periode (2,04%).

## Geboren in Caba
- Diego Silang (16 december 1730), opstandelingenleider (overleden 1763).